# Plouigneau
Plouigneau (bretonsko Plouigno) je naselje in občina v severozahodnem francoskem departmaju Finistère regije Bretanje. Naselje je leta 2008 imelo 4.588 prebivalcev.

## Geografija
Kraj leži v pokrajini Trégor ob reki rivière de Plouigneau, 67 km severovzhodno od Bresta.

## Uprava
Plouigneau je sedež istoimenskega kantona, v katerega so poleg njegove vključene še občine Botsorhel / Bodsorc'hel, Guerlesquin / Gwerliskin, Lannéanou / Lanneanoù, Plouégat-Moysan / Plegad-Moezan, Plougonven in Le Ponthou / ar Pontoù z 10.306 prebivalci.
Kanton Plouigneau je sestavni del okrožja Morlaix.

## Zanimivosti
- gotska cerkev sv. Ignacija, meniha Cornuailla,
- menhir - miljnik Croaz ar Peulven, francoski zgodovinski spomenik.

## Pobratena mesta
- Breitenbrunn (Bavarska, Nemčija);